# Trofeo DHL Parada Rápida
El Trofeo DHL Parada Rápida (oficialmente DHL Fastest Pit Stop Award) es un premio que otorga la empresa DHL al equipo que marque en más ocasiones la parada de boxes más rápida en los Grandes Premios de una temporada de Fórmula 1. El premio se entrega desde 2015, y solo se toma el tiempo de los cambios de neumáticos.

## Ganadores
| Año  | Escudería | Chasis               | Paradas rápidas | Puntos | Mejor parada               |
| ---- | --------- | -------------------- | --------------- | ------ | -------------------------- |
| 2015 | Ferrari   | SF15-T               | 7               | -      | Italia 2.10"1              |
| 2016 | Williams  | FW38                 | 14              | -      | Europa 1.92"               |
| 2017 | Mercedes  | AMG F1 W08 EQ Power+ | 6               | 472    | Gran Bretaña 2.02"2        |
| 2018 | Red Bull  | RB14                 | 5               | 466    | Brasil 1.97"3              |
| 2019 | Red Bull  | RB15                 | 9               | 504    | Brasil 1.82"               |
| 2020 | Red Bull  | RB16                 | 15              | 555    | Portugal 1.86" Rusia 1.86" |
| 2021 | Red Bull  | RB16B                | 13              | 569    | Hungría 1.88"              |
| 2022 | Red Bull  | RB18                 | 10              | 534    | México 1.98"4              |
| 2023 | McLaren   | MCL60                | 9               | 543    | Catar 1.80"5               |

- 1 En 2015, el pit stop más rápido fue del equipo Red Bull Racing.
- 2 En 2017, el pit stop más rápido fue del equipo Williams Racing.
- 3 En 2018, el pit stop más rápido fue del equipo Scuderia Ferrari.
- 4 En 2022, el pit stop más rápido fue del equipo McLaren.
- 5 En 2023, el pit stop más rápido fue del equipo McLaren.

### Títulos por equipo
| Equipo   | Campeón | Temporadas campeón                 |
| -------- | ------- | ---------------------------------- |
| Red Bull | 6       | 2018, 2019, 2020, 2021, 2022, 2023 |
| Ferrari  | 1       | 2015                               |
| Williams | 1       | 2016                               |
| Mercedes | 1       | 2017                               |